# Karl Obermeyer

Karl Obermeyer

Karl Obermeyer (* 16. März 1874 in Braunschweig; † 15. Mai 1955 in Essen) war ein deutscher Politiker.

## Leben und Wirken
Obermeyer besuchte von seinem siebten bis zu seinem vierzehnten Lebensjahr die untere Bürgerschule in Braunschweig. Anschließend lernte er das Maurerhandwerk. Später gehörte er der 2. Matrosendivision in Wilhelmshaven an. Um 1894 trat Obermeyer in die Sozialdemokratische Partei Deutschlands (SPD) ein. 1907 übernahm er die Aufgaben des Geschäftsführers des Vereins des Bauarbeiterverbandes in Essen. Dem Reichstagshandbuch zufolge übte er diese Tätigkeit mindestens bis ins Jahr 1919 aus.
Von 1914 bis 1919 bekleidete Obermeyer als Stadtverordneter in Essen erstmals ein öffentliches Amt. Im Januar 1919 zog er für den Wahlkreis 22 (Düsseldorf I) in die Weimarer Nationalversammlung ein, der er bis zum Zusammentritt des ersten regulären Reichstags der Weimarer Republik im Juni 1920 angehörte, für den er ebenfalls ein Mandat als Abgeordneter für den Wahlkreis 25 (Düsseldorf-Ost) erhielt.
Nach seinem Ausscheiden aus dem Reichstag im Mai 1924 widmete Obermeyer sich stärker der Landespolitik in Preußen. Von 1928 bis 1932 saß er im Preußischen Landtag und von 1928 nahm er noch an einem Kongress der International Federation for Housing and Planning, einer Organisation, die sich der Lösung der Wohnraumfrage und der Förderung des Städtebaus widmete, in Paris teil. Informationen zu seinen späteren Lebensjahren liegen fast gar nicht vor.